# Mechaniker für Karosserieinstandhaltungstechnik
Der Mechaniker für Karosserieinstandhaltungstechnik ist in Deutschland seit 2003 ein staatlich anerkannter Ausbildungsberuf nach Handwerksordnung.
Die Berufe Kraftfahrzeugmechatroniker und Mechaniker für Karosserieinstandhaltungstechnik wurden zusammengeführt. Karosserietechnik ist nun einer der möglichen Schwerpunkte des Kraftfahrzeugmechatronikers.

## Ausbildungsdauer und Struktur
Die Ausbildungsdauer zum Mechaniker für Karosserieinstandhaltungstechnik beträgt in der Regel dreieinhalb Jahre. Die Ausbildung erfolgt an den Lernorten Betrieb und Berufsschule.

## Entstehungsgeschichte
Die Ausbildungsordnung aus dem Jahr 2003 sah noch eine traditionelle Zwischenprüfung sowie eine herkömmliche Gesellenprüfung vor, bei der mittels einer Erprobungsverordnung die Akzeptanz der Gestreckten Gesellenprüfung untersucht wurde. 2008 wurde die Erprobung in Dauerrecht überführt. Bereits am 1. August 2013 trat eine neue Ausbildungsordnung für Kraftfahrzeugmechatroniker in Kraft, welche den Ausbildungsberuf Mechaniker für Karosserieinstandhaltungstechnik nun als Schwerpunkt integriert.

## Arbeitsgebiete
Mechaniker für Karosserieinstandhaltungstechnik arbeiten in Kfz-Reparaturbetrieben und beseitigen dort in erster Linie Unfallschäden. Sie setzen Karosserien und Aufbauten instand und rüsten Fahrzeuge mit Zubehör aus. Sie stellen neue Karosserieoberflächen aus Stahl, Aluminium, Magnesium und Kunststoff her, schützen sie gegen äußere Einflüsse und bereiten sie für eine Lackierung vor. Bei Kfz-Reparaturbetrieben beurteilen sie Schäden an Fahrzeugen, führen Instandhaltungs- und Montagearbeiten durch, so dass das Fahrzeug wieder verkehrs- und betriebssicher ist.